# Solaris Urbino 12
Solaris Urbino 12 — городской 12-метровый низкопольный автобус большой вместимости производства Solaris Bus & Coach, предназначенный для городских маршрутов. Производится с 1999 года. Пришёл на смену автобусу Neoplan N4016.

## История семейства

### Solaris Urbino 12
Первый прототип Solaris Urbino 12 появился в середине 1999 года. В 2001—2002 годах производилось второе поколение модели. С 2005 года производится третье поколение модели. 
На автобус в разное время ставили двигатели DAF, MAN и Cummins, соответствующие стандарту Евро-4, Евро-5 или Евро-6. В 2004 году от двигателей MAN отказались, поскольку наиболее распространёнными были Cummins ISBe4, Cummins ISBe5 и DAF. Пригородные версии производились в качестве газомоторных.
Символом автобуса является зелёная такса, размещённая впереди, возле левой фары. С появлением моделей третьего поколения внешний вид был графически изменён.

### Solaris Urbino 12 Hybrid
В конце 2000-х годов на основе третьего поколения Solaris Urbino 12 был выпущен гибридный автобус. Модель дебютировала на выставке Busworld в Кортрейке в октябре 2009 года. Серийное производство началось в 2010 году.
В Solaris Urbino 12 Hybrid используется параллельная гибридная система HDU производства американской компании Eaton. Она состоит, в частности, из 6-ступенчатой автоматической коробки передач Eaton и одного электродвигателя максимальной мощностью 44 кВт (60 л. с.). Дополнительно автобусу присущ двигатель внутреннего сгорания Cummins ISB6.7EV 225B.
Символ тот же, что и у предыдущей модели.

### Solaris Urbino 12 Ü
Данная серия используется для пригородных маршрутов. Она впервые была представлена на выставке IAA Nutzfahrzeuge в Ганновере в сентябре 2012 года. Внешне автобусы напоминают луковицу.
Данные автобусы оснащены двигателем MAN D2066 LUH 48 совместно с автоматической трансмиссией  Voith DIWA.5 или ZF EcoLife. Передняя подвеска автобуса независимая. Передняя ось автобуса — ZF RL 75 EC, задняя — ZF AV 132. Вместимость составляет 44 пассажира. Автобус оборудован системой кондиционирования Webasto Spheros.

### Solaris Urbino 12 electric
Этот электробус дебютировал параллельно с пригородным автобусом Solaris Urbino 12 Ü. С третьего квартала 2013 года электробус производится серийно в немецком городе Брауншвейге.
Модель способна заряжаться самостоятельно, благодаря системе Bombardier PRIMOVE. Электропривод Vossloh Kiepe GmbH, присущий данному автобусу, произведён в Дюссельдорфе. Оси те же, что и у Solaris Urbino 12 Ü. Энергия содержится в литий-ионных аккумуляторах емкостью 210 кВт⋅ч. Топливный насос высокого давления у автобуса диоксидноуглеродный, Konvekta UL500EM.

## Галерея

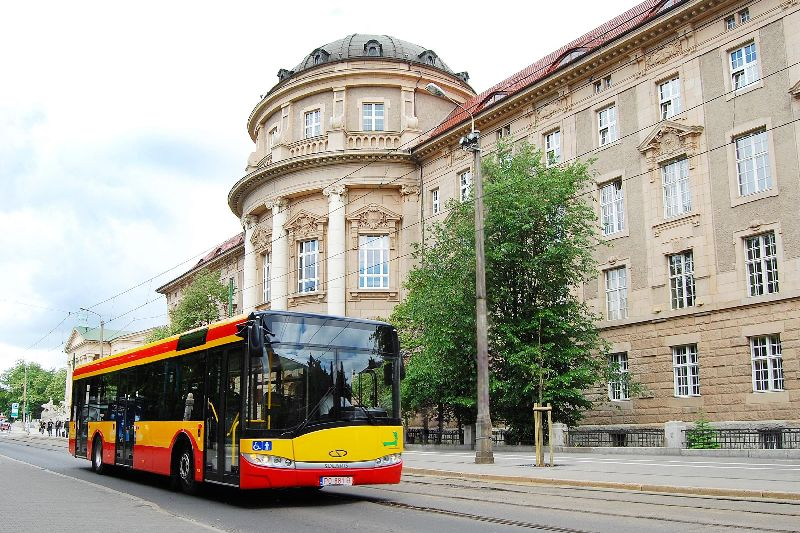
Базовая модель Solaris Urbino 12 Ü
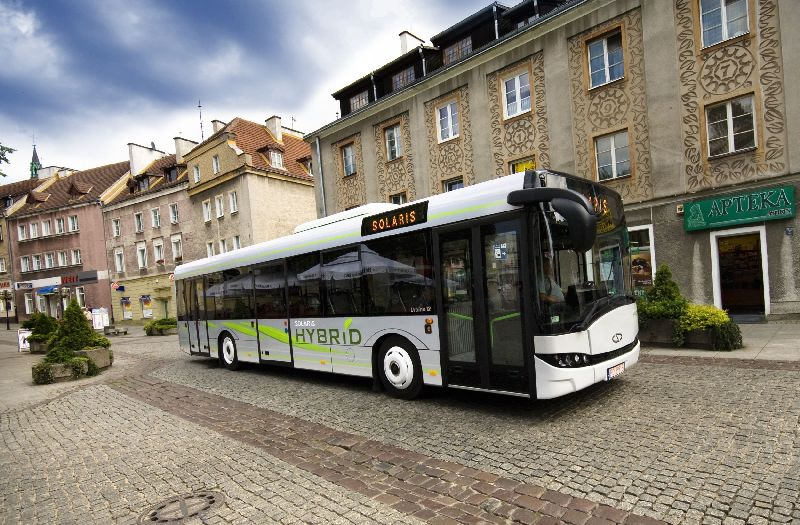
Solaris Urbino 12 Hybrid
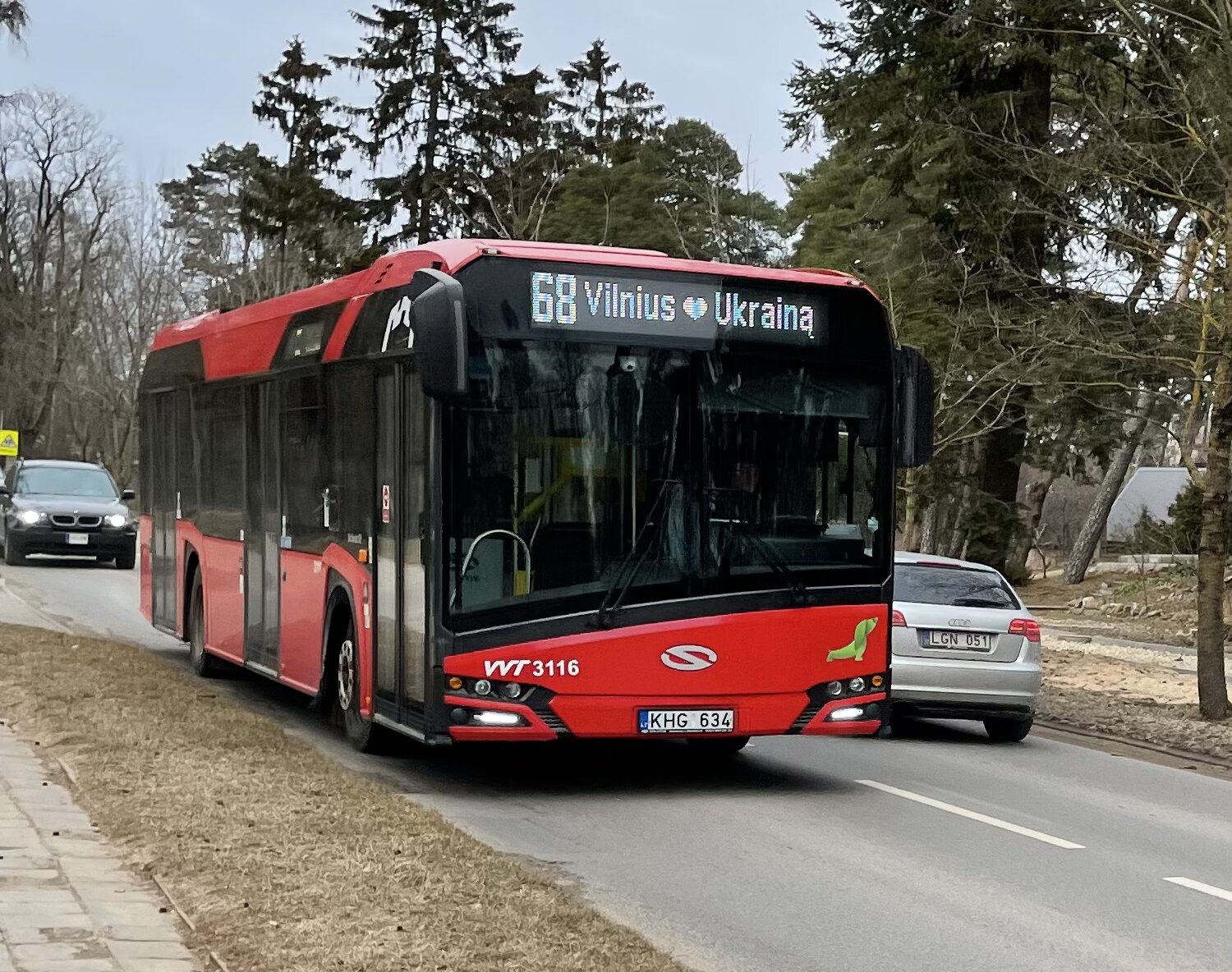
Solaris Urbino 12 (IV) в Лентварисе
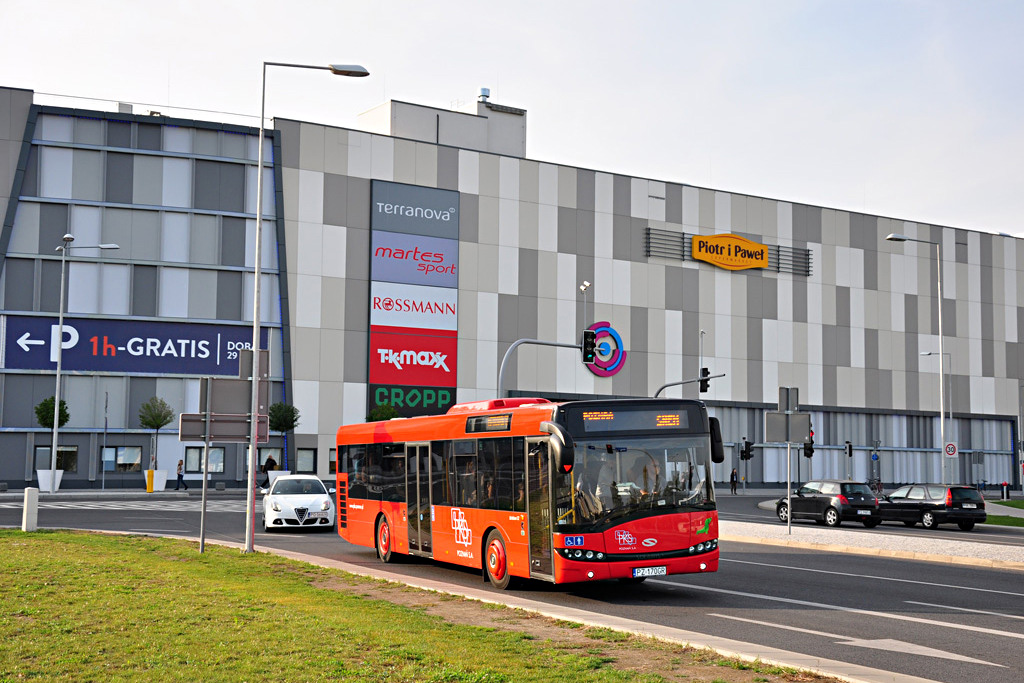
Solaris Urbino 12 Ü
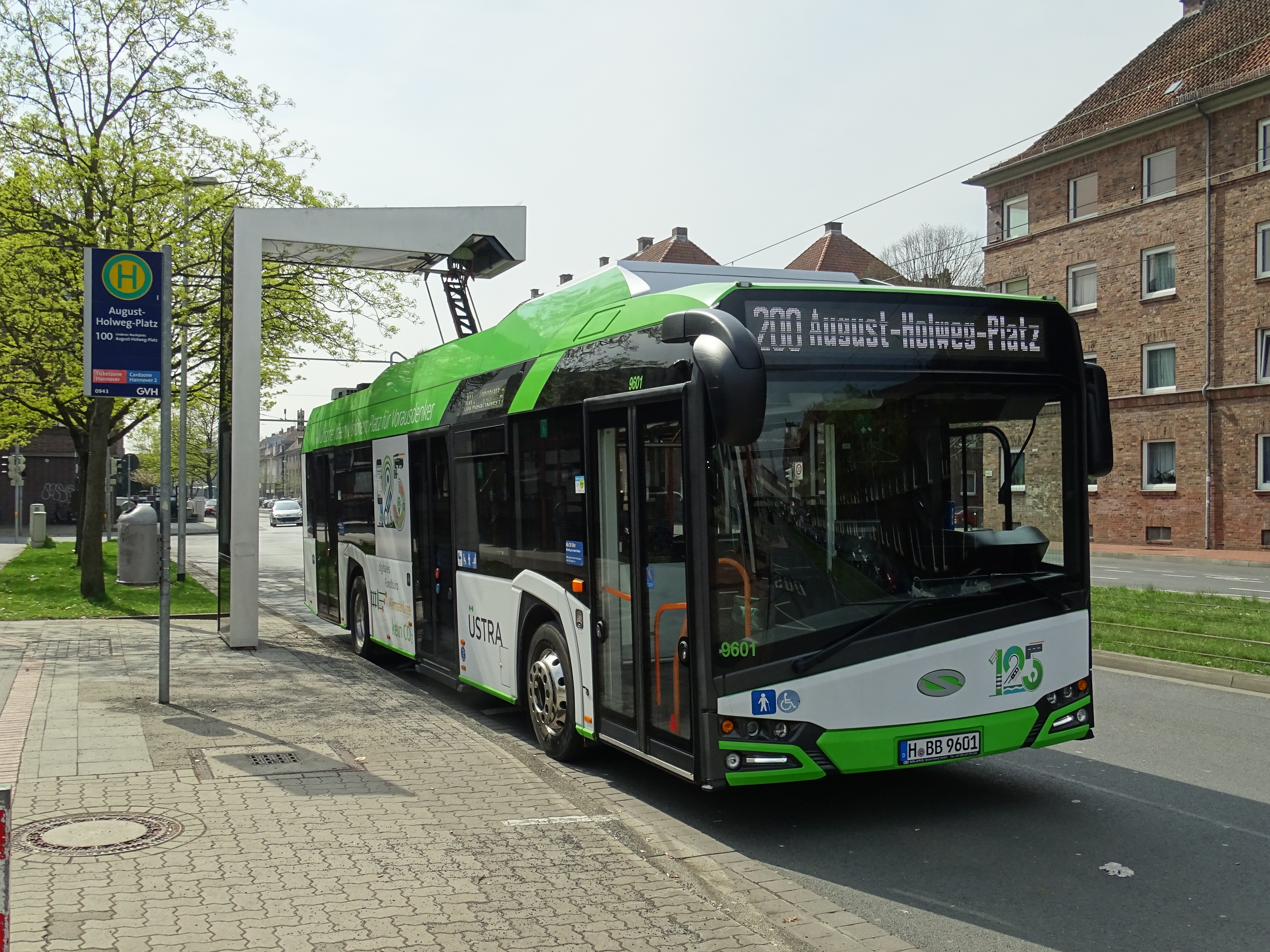
Электробус Solaris Urbino 12 electric (IV поколение) в Ганновере
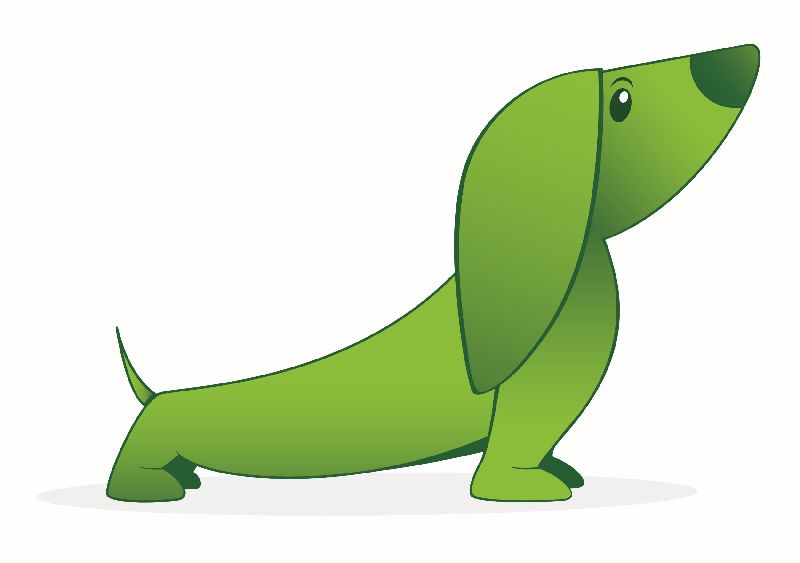
Зелёная такса — символ торговой марки